# Mantella pulchra
Mantella pulchra är en groddjursart som beskrevs av Parker 1925. Mantella pulchra ingår i släktet Mantella och familjen Mantellidae. IUCN kategoriserar arten globalt som sårbar. Inga underarter finns listade i Catalogue of Life.